# Begonia pinetorum
Espèce
Synonymes
- Begonia hernandiifolia Seem. ex A.DC.[1]
- Begonia tuerckheimii C.DC. ex Donn.Sm.[1]

Begonia pinetorum est une espèce de plantes de la famille des Begoniaceae.
L'espèce fait partie de la section Gireoudia.
Elle a été décrite en 1859 par Alphonse Pyrame de Candolle (1806-1893).

## Répartition géographique
Cette espèce est originaire des pays suivants : Guatemala ; Mexique.